# エンエンエンジェル
『エンエンエンジェル』（En En Angel）は、株式会社メディアファクトリーより販売、2001年2月22日に株式会社ディー・クルーズ開発のPlayStation用ゲームソフト。ジャンルは「パズルアクション」

## ゲームシステム
宇宙空間に浮かぶ円盤の上を移動して、 『４つのコースの全ての地面を塗りつぶす』か、 『円盤上のモンスターを全滅』させればステージクリアとなる(エンエンエンジェルレビュー)
また未知の生命体”トイ”を探すこともメインのゲーム要素になる
ステージに隠された”トイ”を探せ！エンエンの最大目的は、未知の生命体”トイ”を探すこと。ある条件を満たしてステージに出現するトイを回収し、「アソビバ！」にあるトイガーデンにコレクションしていきましょう。回収に成功するとエンエンのユニークな調査レポートも読めます。出現するトイは合計１００種類以上も！全ステージにトライして、すべてのトイを集めましょう！ - パッケージ裏面より

## 音楽
このゲームのメイン要素の一つとして音楽があげられ、テクノアーティストススム・ヨコタ（横田 進）が携わっている。

## キャラクターデザイン
程 亮介。1998年よりフリフリカンパニーを立ち上げキャラクターとグラフィックデザインを融合させたスタイルで国内外で活躍（2008年解散）。